# Basilica di Sant'Eufemia (Tremezzina)
La basilica di sant'Eufemia era un edificio di culto cattolico situato sull'Isola Comacina, nel comune di Tremezzina.
Benché rudere, è considerata uno tra i più rappresentativi monumenti del romanico comasco e le rovine rimaste vengono ancora oggi chiamate dalla popolazione locale il Duomo.

## Storia

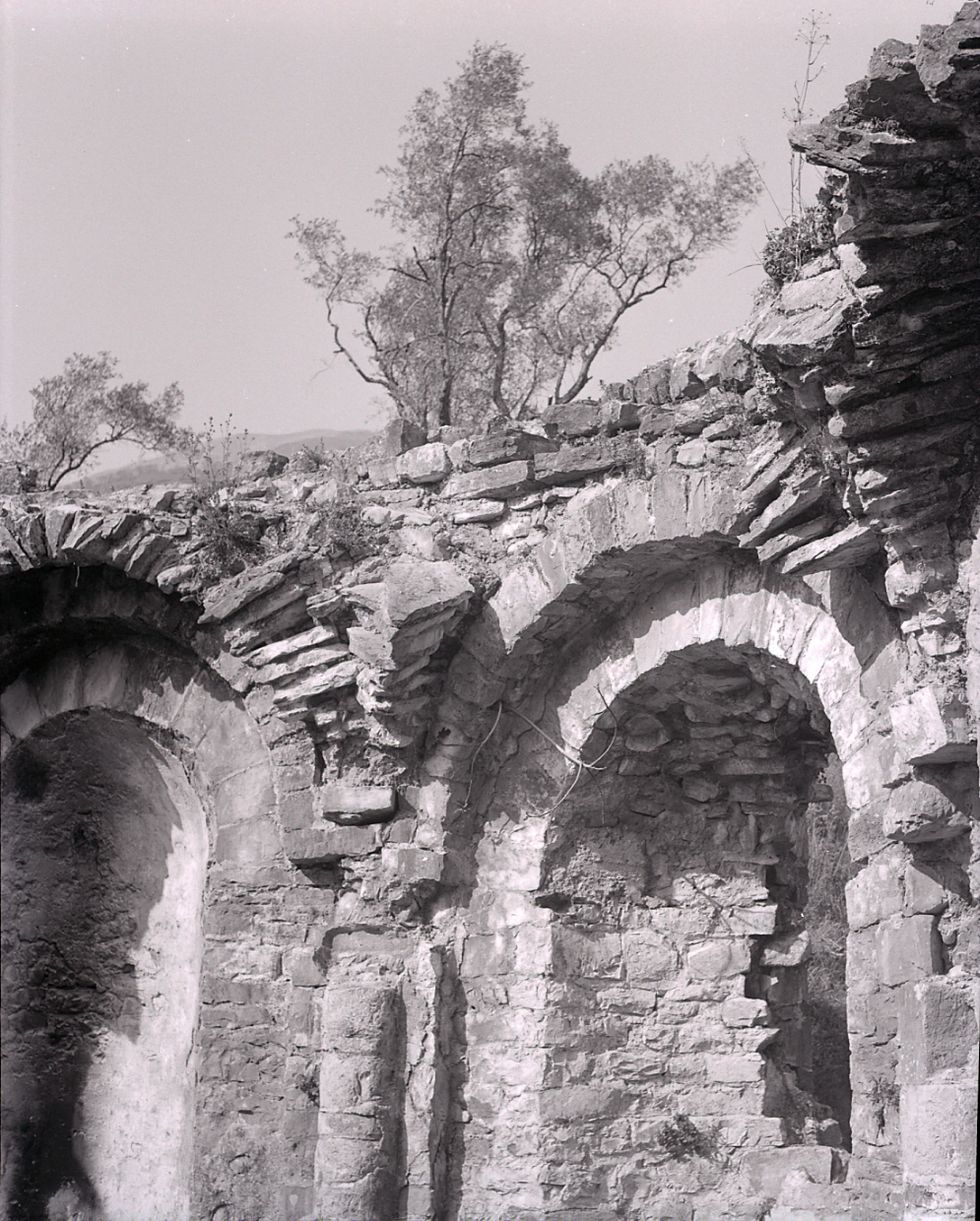
Particolare del complesso in una foto di Paolo Monti del 1975

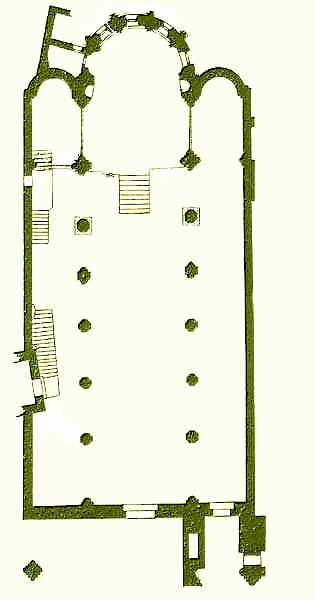
La pianta ricostruita della basilica

La basilica, la più imponente tra le costruzioni dell'isola, venne fatta erigere nel VII secolo dal vescovo di Como Agrippino su una probabile struttura preesistente e divenne sede episcopale. La tradizione rimanda la costruzione della primitiva chiesa a sant'Abbondio, quarto vescovo di Como, vissuto attorno al 450. Agrippino stesso ebbe qui prima sepoltura. La chiesa venne completamente ricostruita in stile romanico all'inizio dell'XI secolo per opera del vescovo Litigerio e divenne sede di collegio canonicale nel 1031.
Nel 1169 tutte le nove chiese dell'isola vennero rase al suolo, insieme alle altre costruzioni e alle mura che la circondavano, per opera dei comaschi come conseguenza della guerra decennale. Di tutte, oggi rimangono solo i ruderi, ritornati alla luce in seguito a campagne archeologiche nel 1914 dirette da Ugo Monneret de Villard e nel 1958 dirette da Luigi Mario Belloni.

## Descrizione
La costruzione si presenta oggi allo stato di rudere, ma la sua struttura basilicale è ancora ben riconoscibile e ben inserita in un ambiente alquanto suggestivo. La sua lunghezza complessiva è di oltre 40 metri. Era costituita da tre navate absidate, senza transetto. scandite da colonne ottagonali di tipo arcaico, uniche in Lombardia. Il presbiterio era unito al coro con una campata intermedia sopraelevata di nove gradini e sul fronte si appoggiava il campanile dotato di semicolonne e lesene ed un portico a nartece antistante l'ingresso. Al di sotto del presbiterio si sviluppava una vasta cripta con volta a crociera sorretta da otto colonne. Sulla facciata era disposto un ampio portale e due porte laterali erano poste sul lato nord.
Oltre ai ruderi architettonici, degli ornamenti ci resta solo un pregevole capitello della cripta e indizi di affreschi che dovevano arricchire la costruzione. Molti resti, tra cui l'epigrafe tombale di Agrippino, vennero riutilizzati dagli scampati alla distruzione del 1169 nella costruzione della chiesa arcipreturale dedicata sempre a sant'Eufemia ad Isola  , oggi frazione del comune di Ossuccio. La dedicazione di quest'ultima chiesa deriva proprio dalla distrutta chiesa dell'isola Comacina.

## Dedicazione
La basilica è dedicata a sant'Eufemia di Calcedonia, una santa particolarmente cara ai seguaci dello scisma tricapitolino perché il concilio di Calcedonia, cui gli scismatici si rifacevano, si era svolto proprio nella basilica dedicata a questa santa. Agrippino ebbe un ruolo particolarmente attivo nella diffusione del credo tricapitolino e del culto alla santa.
A queste vicende sono legate anche le dedicazioni della Basilica di Sant'Eufemia a Grado, la Chiesa di Sant'Eufemia di Como (ora Chiesa di San Fedele), la Chiesa di Sant'Eufemia ad Incino d'Erba, quella di Oggiono, di Teglio e quella del Castello di Musso. È probabile che, vista la presenza di strutture più antiche, per le chiese di Como, di Incino e dell'Isola il culto sia più antico e risalga direttamente a sant'Abbondio che nel concilio di Calcedonia ebbe un ruolo da protagonista.